# West Rainton
West Rainton is een civil parish in het bestuurlijke gebied Durham, in het Engelse graafschap Durham met 2316 inwoners.